# إزركي (آيت اكرور الغربية)
إزركي هو دُوَّار يقع بجماعة غسات، إقليم ورززات، جهة درعة تافيلالت في المملكة المغربية. ينتمي الدوّار لمشيخة آيت اكرور الغربية التي تضم 4 دواوير. يقدر عدد سكانه بـ 732 نسمة حسب الإحصاء الرسمي للسكان والسكنى لسنة 2004.

## روابط خارجية
- البوابة الوطنية للجماعات الترابية
- المندوبية السامية للتخطيط